# Boys Do Fall in Love
«Boys Do Fall in Love» es una canción del cantante y compositor británico Robin Gibb y el primer sencillo de su tercer álbum como solista, Secret Agent de 1984. Su cara B es el tema "Diamonds", también de Secret Agent. Ambas canciones fueron escritas por Robin y Maurice Gibb. Fue lanzado por Polydor Records en el Reino Unido y Mirage Records en Estados Unidos.  

## Información de la canción
Gibb escribió "Boys Do Fall in Love" con su hermano Maurice junto con otras seis canciones para el álbum Secret Agent. Fue grabada entre marzo y abril de 1984. La canción es memorable por su riff de sintetizador interpretado por Robbie Kilgore y Maurice Gibb.
La canción habla sobre la vulnerabilidad emocional de los hombres en el amor. La letra describe cómo los hombres, a pesar de su apariencia de dureza y confianza, pueden ser vulnerables y caer profundamente en amor.
"Boys Do Fall in Love" se convirtió en uno de los mayores éxitos de Gibb. Alcanzó el top 40 de las listas en varios países como Estados Unidos, Canadá, Alemania, España, Sudáfrica e Italia. En octubre de 1984 fue certificado oro en Canadá.

## Personal
- Robin Gibb – voz principal y coros

- Maurice Gibb – sintetizadores y caja de ritmos

- Robbie Kilgore – sintetizadores y sampler

- Jimi Tunnell – guitarra eléctrica

- Lori Ellsworth – coros

- Arlene Gold – coros

- Cindy Mizelle – coros

- Audrey Wheeler – coros

## Video musical
El video musical presenta primero la versión del sencillo "Boys Do Fall in Love" y luego a un niño hablando con su abuelo mientras Gibb canta la canción con gafas de sol; más adelante, en el estribillo, finalmente se las pone. El video también incluye robots.

## Lista de canciones

#### sencillo 7"(Polydor – 821 765-7)[4]
A "Boys Do Fall In Love" – 3:50
B "Diamonds" – 3:57

#### maxi 12"(Polydor – 821 947-1)[5]
A1 "Boys Do Fall In Love" (Extended Version) – 4:34
A2 "Diamonds" – 3:57
B1 "Boys Do Fall In Love" (New Dub Version) – 5:20

## Posicionamiento en listas
| Lista (1984)                                  | Máxima posición |
| --------------------------------------------- | --------------- |
| Alemania (Media Control Charts)               | 21              |
| Canadá (RPM Top Singles)                      | 34              |
| Dinamarca (Hitlisten)                         | 11              |
| Estados Unidos (Billboard Hot 100)            | 37              |
| Estados Unidos (Billboard Dance/Disco Top 80) | 8               |
| Estados Unidos (Cash Box)                     | 50              |
| Francia (SNEP)                                | 71              |
| Islandia (Dagblaðið Vísir)                    | 5               |
| Italia (FIMI)                                 | 14              |
| Portugal (AFP)                                | 8               |
| Sudáfrica (Springbok Radio)                   | 7               |